# پوسیولوک آناتولیا زوروا
پوسیولوک آناتولیا زوروا (به لاتین: Posyolok Anatoliya Zvereva) یک منطقهٔ مسکونی در روسیه است که در استان آستراخان واقع شده‌است.